# カレル・フサ
カレル・フサ（Karel Husa、1921年8月7日 - 2016年12月14日）は、チェコ・プラハ生まれのアメリカ合衆国の作曲家。晩年はニューヨーク州イサカに居住していた。

## 人物・来歴
フサは、プラハ音楽院やパリ音楽院に学び、作曲をアルテュール・オネゲルとナディア・ブーランジェに、指揮をアンドレ・クリュイタンスに師事している。
フサの才能が注目されるようになったのは、1954年にコーネル大学教授としてアメリカに渡ってからである。1969年に「弦楽四重奏曲第3番」でピューリッツァー賞を、1994年に「チェロ協奏曲」でグロマイヤー賞を受賞し、その実力を証明している。
フサの作品の中でも、「プラハの春」を題材にした『プラハ1968年のための音楽』（吹奏楽曲）は、作曲者の出世作であり、のちにジョージ・セルの依頼により管弦楽用にも編曲され、広く演奏されている代表作である。

## 主な作品

### 管弦楽曲
- 3枚のフレスコ画（1949年）
- プラハ1968年のための音楽（1970年） - 吹奏楽編成からの編曲
- この地球を神と崇める［+合唱］（1973年） - 吹奏楽編成からの編曲
- モノドラマ（1976年）
- 交響曲第2番「リフレクションズ」（1982-1983年）

### 吹奏楽曲
- プラハ1968年のための音楽（1969年）
- この地球を神と崇める（1971年）
- アル・フレスコ（1974年）
- ウィンド・アンサンブルのための協奏曲（1982年） - 1983年サドラー国際吹奏楽作曲賞受賞作品
- スメタナ・ファンファーレ（1984年）
- レ・クルール・フォーヴ ～野獣派的色彩～（1996年）
- チーター（2006年）